# أبرشية مدنية
أبرشية مدنية أو رعية مدنية (بالإنجليزية: Civil parishes in England) هي تسمية تستخدم في إنجلترا، للإشارة لأدنى مستوى من الحكومة المحلية في المناطق والمقاطعات، ذات التشكيل المشترك والمكون و‌السلطة المركزية والرعية الإدارية.
الرعية المدنية يمكن أن تتراوح في حجمها من مدينة كبيرة يبلغ عدد سكانها حوالي 80،000 إلى قرية واحدة مع عدد سكان أقل من مائة نسمة. ويمكن أن تكون الرعية مدينة أو قرية أو حي أو مجتمع. ويعيش حوالي 35% من السكان الإنجليز في أبرشيات مدنية. وبلغ عدد الأبرشيات في إنجلترا 10479، وذلك حسب إحصائيات 31 ديسمبر 2010.